# Rosemary DeCamp

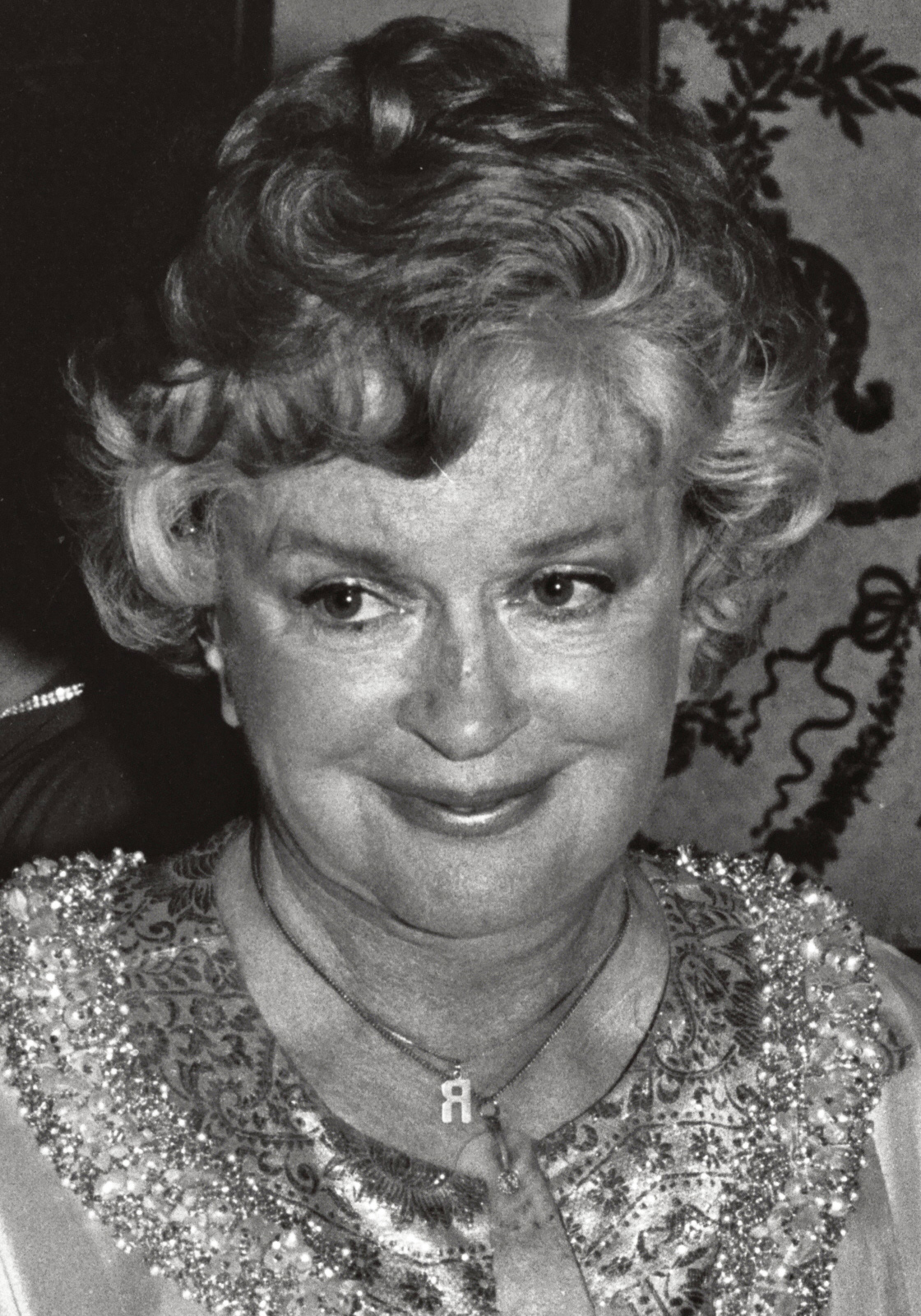
Rosemary DeCamp (1979)

Rosemary DeCamp (* 14. November 1910 in Prescott, Arizona; † 20. Februar 2001 in Torrance, Kalifornien) war eine US-amerikanische Schauspielerin. Zwischen 1941 und 1989 stand sie für über 90 Film- und Fernsehproduktionen vor der Kamera, wobei sie besonders häufig freundliche und mütterliche Charaktere verkörperte.

## Leben und Karriere
Rosemary DeCamp begann ihre Karriere bei Bühne und Radio und wurde gegen Ende der 1930er-Jahre bekannt, als sie Judy Price, die Sekretärin und Assistentin der Titelfigur, in der beliebten Arzt-Hörspielreihe Dr. Christian neben Jean Hersholt sprach.
1941 erfolgte ihr Filmdebüt in Tay Garnetts Drama Cheers for Miss Bishop, woraufhin sie im Laufe der 1940er-Jahre in zahlreichen Filmen – insbesondere für Warner Brothers – auftrat. Trotz ihres eigentlich attraktiven Äußeren spielte sie früh Charaktere, die viel älter als sie selbst waren – beispielsweise in den Filmbiografien Yankee Doodle Dandy (1942, als Mutter des von James Cagney gespielten George M. Cohan) und in Rhapsodie in Blau (1945, als Mutter des von Robert Alda gespielten George Gershwin). In der Literaturverfilmung Das Dschungelbuch war sie 1942 als Mutter von Mogli zu sehen; in den Filmen Romanze mit Hindernissen (1951) und Heiratet Marjorie? (1953) verkörperte sie jeweils die Mutter von Doris Day. Über ihre ständige Besetzung in mütterlichen Rollen war sie etwas enttäuscht, da sie auch gerne andere Rollen gespielt hätte – in dem Film Skandalblatt, in dem sie als arme Ehefrau einen skrupellosen Zeitungs-Chefredakteur (Broderick Crawford) erpresst, hatte sie die Chance zu einer etwas vielseitigeren Darstellung.
Ab Mitte der 1950er-Jahre stand DeCamp nur noch selten für Kinofilme vor der Kamera, stattdessen spielte sie in zahlreichen Fernsehserien – so in insgesamt 157 Folgen der Bob Cummings Show, die von 1955 bis 1959 im US-Fernsehen ausgestrahlt wurde. In dieser war sie an der Seite von Robert Cummings als dessen verwitwete Schwester zu sehen. Bereits zuvor hatte sie eine Serienhauptrolle als Ehefrau von William Bendix in der Sitcom The Life of Riley gehabt. In den 1960er-Jahren spielte DeCamp in der Sitcom Süß, aber ein bisschen verrückt die Mutter der von Marlo Thomas verkörperten Hauptfigur, in den 1970er-Jahren hatte sie in der Fernsehserie Die Partridge Familie eine wiederkehrende Rolle als Mutter der von Shirley Jones gespielten Shirley Partridge. Nach einer Gastrolle in Mord ist ihr Hobby zog sich DeCamp 1989 von der Schauspielerei zurück.
Rosemary DeCamp war von 1941 bis zu dessen Tod 1997 mit dem Richter John Ashton Shidler verheiratet, das Ehepaar hatte vier Töchter. 1946 wurden Garage und Schlafzimmer ihres im spanischen Kolonialstil errichtetes Anwesen auf spektakuläre Weise beschädigt, als Howard Hughes dort mit seinem Flugzeug abstürzte (in der Hughes-Filmbiografie Aviator wurde dieser Absturz auch verfilmt). Rosemary DeCamp starb im Februar 2001 im Alter von 90 Jahren nach einer Lungenentzündung. Die Schauspielerin veröffentlichte auch eine Autobiografie unter dem Titel Tigers in My Lap, zu der Doris Day das Vorwort verfasste.

## Auszeichnungen
Bei der Primetime-Emmy-Verleihung 1959 war Rosemary DeCamp in der Kategorie Beste Nebendarstellerin in einer Comedyserie für die Bob Cummings Show nominiert. Für ihre Arbeit als Fernsehschauspielerin wurde sie 1960 mit einem Stern auf dem Hollywood Walk of Fame ausgezeichnet. Außerdem erhielt sie den Preis des Institute of Family Relations, da DeCamp „mehr als jede andere Schauspielerin durch ihre Darstellungen für die Glorifizierung der amerikanischen Mutterschaft“ getan habe.

## Filmografie (Auswahl)
Kino
- 1941: Cheers for Miss Bishop
- 1941: Das goldene Tor (Hold Back the Dawn)
- 1942: Yankee Doodle Dandy
- 1942: Die Spur im Dunkel (Eyes in the Night)
- 1942: Das Dschungelbuch (Rudyard Kipling’s Jungle Book)
- 1942: Commandos Strike at Dawn
- 1943: This Is the Army
- 1944: The Merry Monahans
- 1945: Spionage in Fernost (Blood on the Sun)
- 1945: Weekend im Waldorf (Week-End at the Waldorf)
- 1945: Rhapsodie in Blau (Rhapsody in Blue)
- 1945: Pride of the Marines
- 1946: Morgen und alle Tage (From This Day Forward)
- 1947: Nora Prentiss
- 1949: Stern vom Broadway (Look for the Silver Lining)
- 1949: The Life of Riley
- 1950: Von Katzen und Katern (The Big Hangover)
- 1951: Romanze mit Hindernissen (On Moonlight Bay)
- 1952: Skandalblatt (Scandal Sheet)
- 1952: Der Schatz im Canyon (The Treasure of Lost Canyon)
- 1953: Heiratet Marjorie? (By the Light of the Silvery Moon)
- 1955: In geheimer Kommandosache (Strategic Air Command)
- 1955: Ein Mann liebt gefährlich (Many Rivers to Cross)
- 1960: Das unheimliche Erbe (13 Ghosts)
- 1970: Tora! Tora! Tora! (Szenen geschnitten)
- 1981: Samstag, der 14. (Saturday the 14th)

Fernsehen
- 1949–1950: The Life of Riley (26 Folgen)
- 1955–1959: The Bob Cummings Show (157 Folgen)
- 1961/1962: Tausend Meilen Staub (Rawhide; 2 Folgen)
- 1962: 77 Sunset Strip (1 Folge)
- 1964–1968: Petticoat Junction (7 Folgen)
- 1966–1970: Süß, aber ein bißchen verrückt (That Girl; 20 Folgen)
- 1971/1973: Mannix (2 Folgen)
- 1970–1973: Die Partridge Familie (The Partridge Family; 4 Folgen)
- 1975: Detektiv Rockford – Anruf genügt (The Rockford Files; 1 Folge)
- 1975: Petrocelli (1 Folge)
- 1978: Love Boat (1 Folge)
- 1978: Die Zeitmaschine (The Time Machine; Fernsehfilm)
- 1979: Eine amerikanische Familie (Family; 1 Folge)
- 1979–1980: Zeit der Sehnsucht (Days of Our Lives; Seifenoper)
- 1981: Buck Rogers (1 Folge)
- 1982: Simon & Simon (1 Folge)
- 1983: Quincy (1 Folge)
- 1985: Hotel (1 Folge)
- 1986/1987: Chefarzt Dr. Westphall (St. Elsewhere; 2 Folgen)
- 1989: Mord ist ihr Hobby (Murder, She Wrote; Folge Dead Letter)